# 小约翰·范安特卫普·法恩
小约翰·范安特卫普·法恩（英语：John Van Antwerp Fine Jr.；1939年—）是一位美国历史学家，密歇根大学的巴尔干与拜占庭史教授。

## 早期经历与教育
1939年，他出生于美国新泽西州普林斯顿，他的父亲名叫老约翰·范安德卫普·法恩（John Van Antwerp Fine Sr. ；1903-1987年），是普林斯顿大学的希腊历史与古典文学教授。他的母亲名叫伊丽莎白·邦廷·法恩（Elizabeth Bunting Fine），也是古典学学者，在法恩小姐学校教授拉丁语与希腊语。
小约翰·法恩在哈佛大学完成了本科与研究生课程，学习拜占庭学、巴尔干学、中世纪俄罗斯学；1968年，他在哈佛大学获得博士学位，1969年开始在密歇根大学任教。

## 职业生涯与学术兴趣
中世纪学者、林肯大学历史与传统学院首席教授、英国皇家历史学会会员保罗·斯蒂芬森（Paul Stephenson）对他的学术成就表示高度尊重，认为他的成就可与保罗·M·班福德（Paul M. Barford）、西蒙·富兰克林、乔纳森·谢泼德等学者相比。
他的学术兴趣涵盖神学、基督教会史、拜占庭学、中世纪与现代巴尔干学，其作品已成为这些领域的经典著作，尤其是在中世纪巴尔干半岛方面（1983、1987年的两部著作）。通过1975年的著作（2006年再版），他还改变了人们对波斯尼亚教会的看法，指出它并不是异端。
2006年，他发表了一本关于中世纪至19世纪克罗地亚族群研究的著作，取名《当族群在巴尔干还不重要的时候》（When Ethnicity Did Not Matter in the Balkans），对于此书，学术界有不同的评价：2008年的艾米莉·格雷布·巴利奇（Emily Greble Balić）、2009年的约翰·K·考克斯（John K. Cox）与詹姆斯·P·克罗卡尔（James P. Krokar）都基本给予积极的评价，约翰·K·考克斯也指出了一些问题。同样在2009年，萨格勒布大学的奈文·布达克则毁誉参半，他指出此书带有意识形态的偏见和先入为主的结论，作者没有做好该领域的方法论准备，对非克罗地亚作家的作品也不熟悉，研究方法传统、肤浅、不可靠，对待克罗地亚人的态度不合适。

### 波斯尼亚
他还在波斯尼亚史领域做出了贡献，在20世纪90年代的南斯拉夫内战期间，致力于消除公众的误解。1994年，他与一位学生罗伯特·J·多尼亚（Robert J. Donia）合著《波斯尼亚和黑塞哥维那：被背叛的传统》（Bosnia and Hercegovina: A Tradition Betrayed）在英国、美国出版，1995年在萨拉热窝被译成波斯尼亚语。战争期间，他曾前往被围困的萨拉热窝和莫斯塔尔讲学。

## 著作
- Fine, John Van Antwerp Jr. . Boulder: East European Quarterly. 1975  [2021-03-20]. ISBN 9780914710035. （原始内容存档于2020-09-28）.
  - Fine, John Van Antwerp Jr. . London: Saqi Books. 2007 [1975]  [2021-03-20]. ISBN 9780863565038. （原始内容存档于2020-11-03）.
- Fine, John Van Antwerp Jr. . Ann Arbor, Michigan: University of Michigan Press. 1983  [2021-03-20]. ISBN 9780472100255. （原始内容存档于2020-11-08）.
  - Fine, John Van Antwerp Jr. . Ann Arbor, Michigan: University of Michigan Press. 1991 [1983]  [2021-03-20]. （原始内容存档于2021-02-04）.
- Fine, John Van Antwerp Jr. . Ann Arbor, Michigan: University of Michigan Press. 1987.
  - Fine, John Van Antwerp Jr. . Ann Arbor, Michigan: University of Michigan Press. 1994 [1987]  [2021-03-20]. ISBN 0472082604. （原始内容存档于2021-11-27）.
- Donia, Robert J.; Fine, John Van Antwerp Jr. . New York: Columbia University Press. 1994  [2021-03-20]. ISBN 9781850652120. （原始内容存档于2019-12-12）.
- Fine, John Van Antwerp Jr. . . Cambridge, Massachusetts: Ukrainian Research Institute. 2000: 101–112  [2021-03-20]. ISBN 9780916458935. （原始内容存档于2020-09-20）.
- Fine, John Van Antwerp Jr. . . Montreal & Kingston: McGill-Queen's University Press. 2002: 3–23  [2021-03-20]. ISBN 9780773524132. （原始内容存档于2020-11-26）.
- Fine, John Van Antwerp Jr. . Ann Arbor, Michigan: University of Michigan Press. 2005  [2021-03-20]. ISBN 0472025600. （原始内容存档于2020-11-14）.

## 延伸阅读
- John Fine reviews Bosnia （页面存档备份，存于） by Noel Malcolm. London Review of Books (28 April 1994).